# Феодосий III (царь Абхазии)
Феодо́сий III Слепо́й (груз. თეოდოს III "თვალდამწვარი", "მწეხარე", (абх. Феадоси III Блаҭыблаа, "Чала"- слабый); умер в 978) — царь Абхазии с 975 по 978 год.

## Биография
Отцом Феодосия III был абхазский царь Георгий II, известный покровитель православия и христианской культуры, пославший Федосия на учёбу в Константинополь.
После смерти Георгия II на престол взошёл его сын Леон III, правивший с 960 по 969 год, после смерти которого в стране началась междоусобная война. Недовольные тем, что царём стал Дмитрий III, мятежники из Месхетии, Эгриси и Картли выдвинули претендентом на престол Абхазского царства Феодосия. Из междоусобной войны вышел победителем Дмитрий III, который взял в плен мятежного брата и ослепил его.
Ослеплённый Феодосий III смог взойти на абхазский трон только после смерти бездетного Дмитрия III в 975 году.
Так как Феодосий III был бездетен, после его смерти власть перешла его племяннику Баграту III из правящей в Тао-Кларджетском царстве династии Багратионов.